# Ambrož Bečička
Ambrož Antonín Bečička, v německojazyčných pramenech uváděn jako Ambros Anton Becziczka či Ambros Anton Bečička (27. listopadu 1780 Holice – 23. prosince 1861 Lilienfeld), byl český cisterciák působící v Rakousku, v letech 1825–1861 opat cisterciáckého kláštera v Lilienfeldu.

## Život
Narodil se ve východočeských Holicích, kde se jeho otec živil jako kloboučník, a pokřtěn byl jménem Antonín. Do Lilienfeldu přišel v mládí jako vokalista a působil ve sboru zpěváků opatského kostela. Po čase vstoupil do lilienfeldského kláštera jako mnich a přijal řeholní jméno Ambrož. Řád cisterciáků mu zajistil studia na gymnáziu ve Vídni a následné studium teologie v Heiligenkreuzu. V roce 1804 přijal kněžské svěcení a začal působit v pastorační službě ve farnostech inkorporovaných lilienfeldskému klášteru.
Dne 6. července 1825 byl Ambrož Bečička zvolen lilienfeldskými mnichy opatem, a 24. července téhož roku přijal v Sankt Pöltenu opatskou benedikci. Nový opat nechal renovovat celý klášter, který patnáct let předtím vyhořel a mniši byli nuceni žít v provizoriu. Snažil se klášter finančně zajistit tím, že nakupoval ve Vídni nájemní domy z nichž nájmy šly klášteru, a naopak se snažil zbavovat se ztrátových podniků. V klášteře nechal vybudovat botanickou zahradu s exotickými rostlinami. Po roce 1848 byla snaha klášter reformovat, v konventu však pro toto nebylo příliš pochopení. Opat Ambrož zemřel v Lilienfeldu v roce 1861 na následky mozkové mrtvice.

## Vyznamenání
- 1847  Císařský rakouský řád Leopoldův – rytíř